# 달
달은 지구의 유일한 자연위성이고, 태양계의 위성 중에서는 5번째로 크다. 행성의 크기와 비교하여, 자연위성 중 가장 크다. 지구 중심부터 달 중심까지 거리는 평균 38만 4400km로, 지구 30개가 들어가는 거리이다. 이 거리면 태양계 모든 행성을 그 사이에 줄 세우고도 조금 남는다. 지구에서 태양까지 거리(1AU)의 1/389 보다 작다. 달 지름은 지구의 약 4분의 1, 태양의 약 400분의 1인 3,476 km이다. 달의 부피는 지구의 약 1/50 정도이며, 표면 중력은 지구의 약 17%이다. 달은 지구를 약 27.3일에 일주하며(공전 주기), 지구-달-태양의 위치 변화는 29.5일을 주기로 달라지는 달의 상을 만든다.(삭망 주기)
지구에서 가장 가까운 천체인 만큼, 달은 현재까지 인류가 직접 탐험한 유일한 외계이다. 1969년, 인류가 만든 최초 무인 우주선이 달로 보내기 시작하여, 1972년까지 6차례 직접 달을 탐사했다. 이후 달 탐사는 중단했으나, 2000년대에 들어, 달 탐사를 재개하였다. 2020년까지 우주인을 보내는 탐사를 계획했다.
또한, 인도에서 발사한 달 탐사선 찬드라얀 1호가 2009년 9월 26일 달에 있는 물을 발견하였다. 오래 전 소행성이 달과 충돌하여 카모오알레바가 생겼다.

## 지형

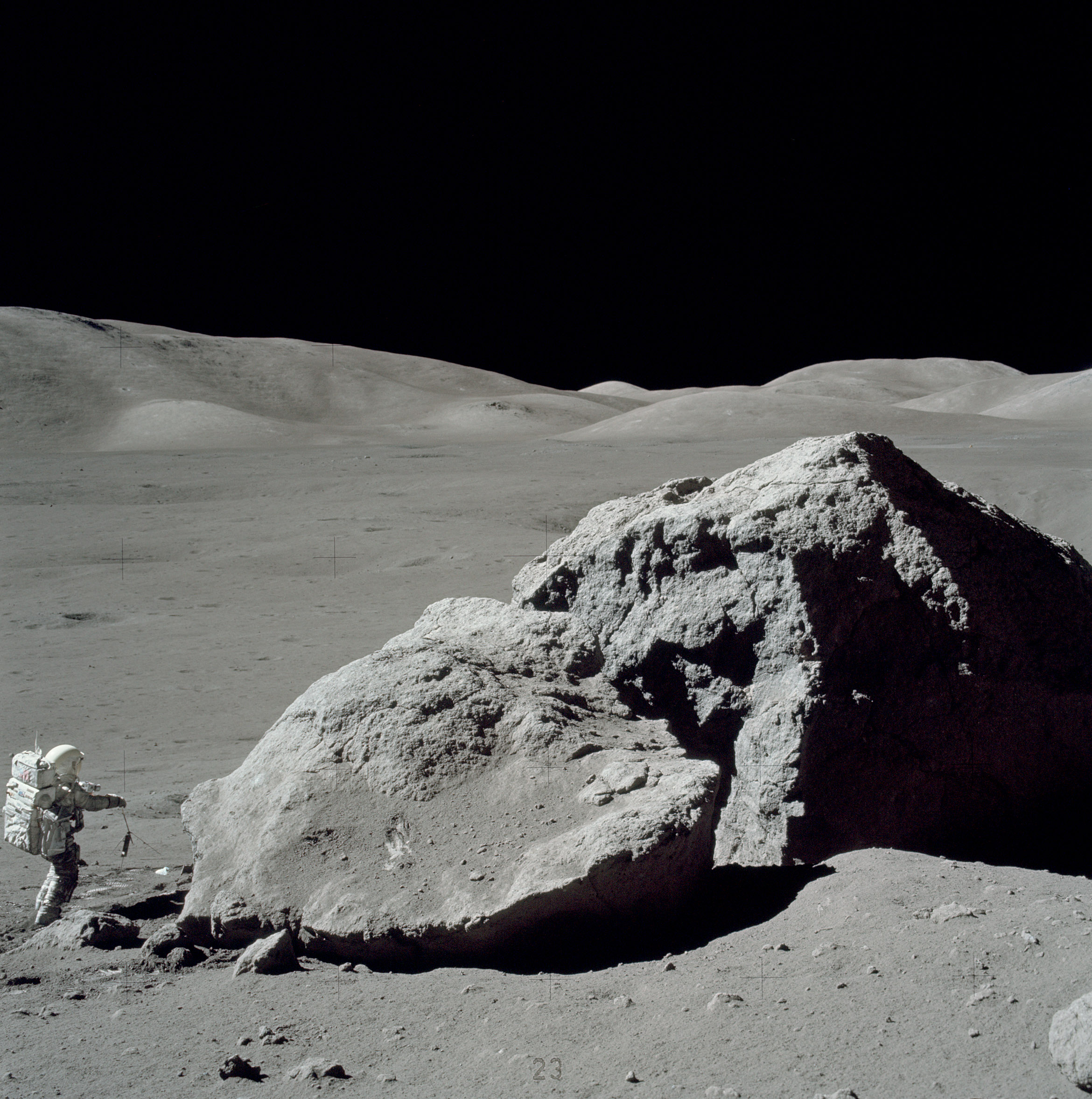
아폴로 17호가 찍은 사진.

### 바다
이 지역은 현무암과 용암대지이기 때문에 상대적으로 검은색과 회색을 띤다. 이 바다는 달의 앞면에서는 31.2%의 면적을 차지하고 있지만 뒷면은 겨우 2.6%를 차지한다. 이 지역은 35억 년전쯤에 생성된 것으로 추정하고 있다. 과거에 갈릴레오 갈릴레이가 달에 바다가 있다고 착각하여 '달의 바다'라고 말한 것에서 유래되었다. 대표적인 바다는 고요의 바다, 위난의 바다 등이 있다.

### 고지
달 표면에서 바다를 제외한 밝은 색조를 띠는 곳을 고지라고 부른다. 대륙에는 분화구들이 빽빽하게 모여 있다. 대륙을 이루는 광물은 주로 칼슘과 알루미늄이 많이 함유된 사장석과 비슷하기 때문에 상대적으로 밝게 보인다. 약 45억 년 전쯤에 생성된 것으로 추정하고 있다.

### 크레이터
크레이터는 달에서 흔한 지형이다. 대부분의 크레이터들은 충돌로 생겨났으며, 지름 1 km 정도의 작은 분화구는 화산폭발로 생성되었을 가능성이 있다고 추측된다. 상대적으로 달의 앞면(지구에서 보이는 달의 면)보다 뒷면에 더 많다. 크레이터들 중에서는 광조가 나타나는 것이 있는데, 그중 대표적인 광조가 있는 크레이터는 티코, 케플러, 코페르니쿠스이다.

### 산과 산맥
지구의 산처럼 달의 표면이 솟아오른 것을 산이라고 하고, 그 산들이 모여있는 것이 산맥이다.

### 계곡
달의 표면이 움푹 파인 곳을 계곡이라고 한다. 대표적인 계곡으로 슈뢰터 계곡이 있다.

## 달의 내부 구조

달의 내부 구조.

지구의 내부 구조는 지진파의 연구를 통해 알아 내며, 달은 달궤도를 돌고 있는 인공위성과 지진파로 파악한다. 달의 내부 구조는 아폴로 11호가 월진계를 설치한 뒤부터 내부성질을 알아 냈다.
달의 내부는 크게 표면, 맨틀, 핵, 이렇게 세 부분으로 나뉘어 있다. 표면의 두께는 평균 70km이고,(고지대 약 100 km,저지대나 바다 약 60 km) 핵의 반지름은 300~425 km 사이, 나머지 부분은 맨틀을 이루고 있다. (달의 평균 반지름 1740 km) 달의 핵은 달 전체 질량의 2% 미만을 차지하고 있다고 추측하고 있다.

## 밝기
알베도의 가장 간단한 형태의 정의는 람버트 알베도이다. 람버트 알베도란 람버트 표면을 가진 행성에서의 알베도이고, 람버트 표면이란 입사된 방향과는 무관하게 등방으로 반사되는 이상적인 표면을 의미한다. 행성이나 위성이 만약 람버트 표면으로 되어 있다면, 어느 방향에서나 같은 반사광이 측정된다. 그러나 달의 표면은 람버트 표면으로 이루어져 있지는 않다. 이 말은 달을 바라보는 방향에 따라 그 밝기가 바뀐다는 뜻이기도 하다. 물론 위상에 따라 그 밝기도 변하는 것도 사실이지만, 상현이나 하현일 때(-9.9등급) 보이지 않는 부분은 보름달(-12.6등급)의 1/2인 데 반해 실제 밝기는 보름달의 1/12으로 줄어드는 것을 봐도 그렇다. 이렇게 보름달일 때가 다른 위상의 달의 밝기보다 급격히 밝아지는 현상을 가리켜 충효과라고 부른다.

## 달의 기원설
달의 기원에는 여러 가지 설이 있으나 구체적인 가설은 4가지가 있다. 분리설, 동시생성설, 포획설, 충돌설이며, 주장된 시기 순으로 나열되어 있다.

### 쌍둥이설
원시지구를 돌고 있던 많은 미행성들이 뭉쳐 그 미행성들이 지구와 달을 생성하였다는 설이다. 그러나 실제로는 지구에 비해 달의 철분이 부족하다는 점이 문제로 제기되고 있어 설득력이 떨어진다.

### 포획설
과거의 달이 지구의 중력에 의해 포획되어 달이 지구 주위를 공전하게 되었다는 설. 하지만 달과 지구의 구성성분이 매우 유사하고 너무 크기가 크기 때문에 설득력이 떨어진다.

### 분리설
지구가 아직 굳지 않았을 때 지금의 대양 부분이 떨어져 나갔다는 설이다.

### 충돌설
지구 형성 초기에 화성만한 크기의 천체 테이아가 충돌해 두 천체가 합체하고, 그 충격으로 합체한 천체의 일부가 우주 공간으로 날아가 지구 주위를 회전하면서 기체와 먼지 구름을 형성하게 되었는데, 이것이 모여 달을 형성하게 되었다는 설이다. 컴퓨터 시뮬레이션으로 그 가능성이 입증되었다(현재 가장 유력한 설인 이유). 또한 이 설은 달 암석의 화학 조성의 특징(지구와 매우 유사함)에 대해서도 잘 설명해 주기 때문에 가장 유력한 학설이다. 특별히 지구와 충돌 각도가 이상적인 45도가 되어 지구와 달이 공존하는 결과를 만들어서 지구에 절대적인 영향을 주게 되었다고 한다. 그러나 테이아도 외부 천체이기 때문에 테이아와 지구의 구성 성분도 다를 수 있다는 문제점도 있다.

## 지구와의 관계

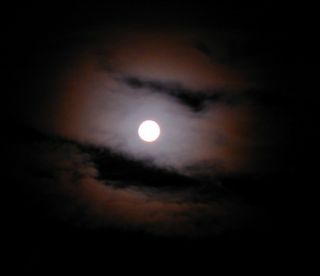
달과 구름. 주변의 원은 회절에 의한 것이다.

달은 지구와 45도 각도로 충돌함으로써 지구의 중력에 끌려 지구를 도는 위성이 되었다. 이런 인연으로 인해 달은 지구에게 엄청난 영향을 주고 있으며 실제로 태양만큼이나 지구에 없어서는 안되는 소중한 천체이다. 달이 없다면 지금 지구의 생명체가 존재할 수 없으며 달로 인해 생명의 움직임이 활발하게 되었다.

### 달의 궤도
달은 지구에서 가까운 곳에 있기 때문에 직접 삼각 측량에 의해 거리를 측정할 수가 있다. 지구상의 떨어진 두 지점에서 동시에 달의 위치를 관측하면 시차를 측정할 수 있기 때문에 거리도 구할 수 있다.
달은 지구에서 약 38만 5천km 떨어진 곳에 있으며, 지구의 주위를 돌고 있다. 달이 지구 주위를 돌고 있는 것은 달과 지구 사이의 만유인력 때문이다. 태양이나 다른 행성에서 오는 인력도 작용하지만 그다지 크지 않기 때문에 무시해도 된다. 따라서 근사적으로는 달의 운동은 2체 문제이며, 달의 궤도는 타원이 된다.
달의 반지름은 지구 반지름의 약 4분의 1이며, 질량은 지구 질량의 1/81.3이고, 달과 지구의 공통 중심은 지구 내부에 있다. 달 궤도의 반지름은 38만 4,400km이며, 이것이 달과의 평균 거리가 된다.

지구, 달, 그 사이의 거리를 실제 축척으로 표현한 그림. 노란 선의 진행은 빛의 속도를 나타낸다.

달 궤도의 이심률(離心率, e)은 0.05488이며, 지구와 달의 거리는 36만 3,300km에서 40만 5,500 km 범위에서 변화한다. 이는 상당히 큰 변화이며, 달 사진을 여러 장 찍어 비교해 보면 상(像)의 크기가 다르다는 것을 확인할 수가 있다.
달의 궤도면은 황도에 대해 5°9′기울어져 있다. 이로 인해 태양에서의 우력(偶力)이 작용하여 궤도면이 18.61년 주기로 방향을 바꾼다. 또 천구상의 달의 궤도를 백도라고 한다.
달은 매년 지구로부터 3.8cm씩 멀어져가고 있다.

### 상대적인 크기
달은 지구와 비교해 볼 때 상대적으로 작다. 지구는 달의 1.6배이며 지구 지름의 1/4 이고 지구 질량의 1/81이다. 비록 왜행성인 명왕성의 위성 카론에 비해서는 작지만, 태양계에서 행성(지구)과 위성(달)의 크기 비가 가장 큰 위성이다.
그러나 지구와 달은 여전히 이중행성계보다는 지구-위성 관계로 여겨진다. 왜냐하면 지구와 달의 무게중심이 지구표면 아래 1700 km(지구반지름의 1/4)에 위치하기 때문이다.

### 지구에서 본 모습
달은 석탄과 비슷한 반사율을 보이며 상대적으로 작은 알베도를 갖고있다. 그럼에도 불구하고 달은 태양 다음으로 하늘에서 두 번째로 밝은 물체이다.
이것은 부분적으로 반대효과(opposition effect)의 밝기향상 때문이다. 달이 1/4일때, 보름달 일때의 1/10 정도의 밝기이며 반달의 1/2정도의 밝기이다.
부가적으로 시각계에서 색의 항상성은 물체와 그 물체 주위의 색깔 관계를 재조정한다. 따라서 둘러싸고 있는 하늘이 비교적으로 어둡기 때문에 햇빛 비치는 달을 밝은 물체로 인식한다. 주연 감광없이 보름달의 끝부분은 달의 중심만큼 밝아 보인다. 이는 어느 방향보다도 태양쪽으로 더 많은 빛을 반사하는 달의 토양의 반사적인 특징 때문이다. 달은 지평선에 가까워질 때 더 커보인다. 그러나 그것은 BC 7세기에 처음으로 묘사된 달의 착시라고 알려진 단순한 정신적 작용이다.

### 달의 위상변화

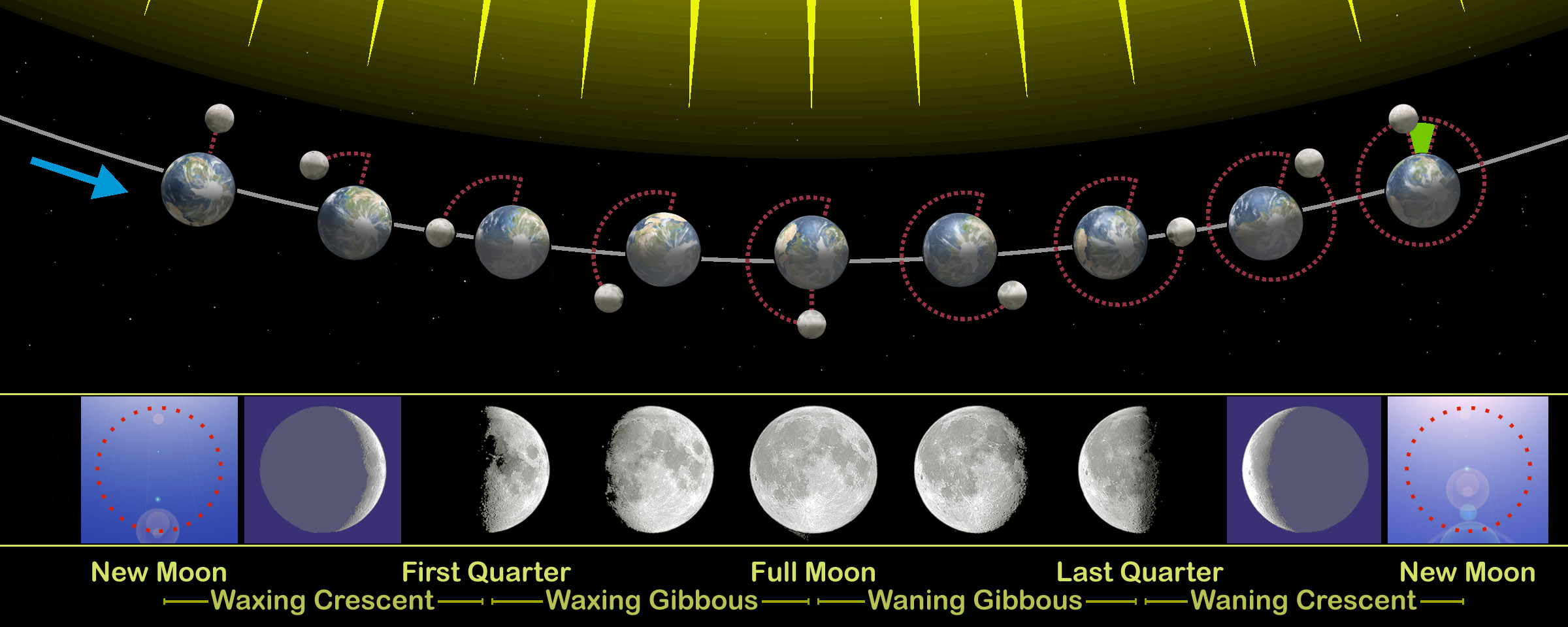
지구에서 보는 한 달 동안의 태양에 의한 빛의 방향의 각도 변화와 그 결과의 양상

달과 지구는 태양 빛을 받고 있기 때문에 달의 모양은 지구와 태양과의 상대 위치에 따라 달리 보인다. 이렇게 달이 달라 보이는 것을 위상 변화라고 한다. 이러한 변화는 달, 지구, 태양의 상대 위치가 바뀌면서 달이 지구 쪽으로 반사하는 태양 빛의 양이 변하기 때문에 생긴다. 달, 지구, 태양의 상대 위치가 규칙적으로 바뀌기 때문에 달의 위상변화도 규칙적으로 일어난다. 초저녁 서쪽하늘에 오른쪽만 밝은 얇은 초승달로 시작해서 점점 커져서 반달이 되고 보름달이 된다. 그 후에 새벽에 동쪽하늘에 왼쪽만 밝은 가느다란 그믐달이 된다.

### 개기월식과 부분월식

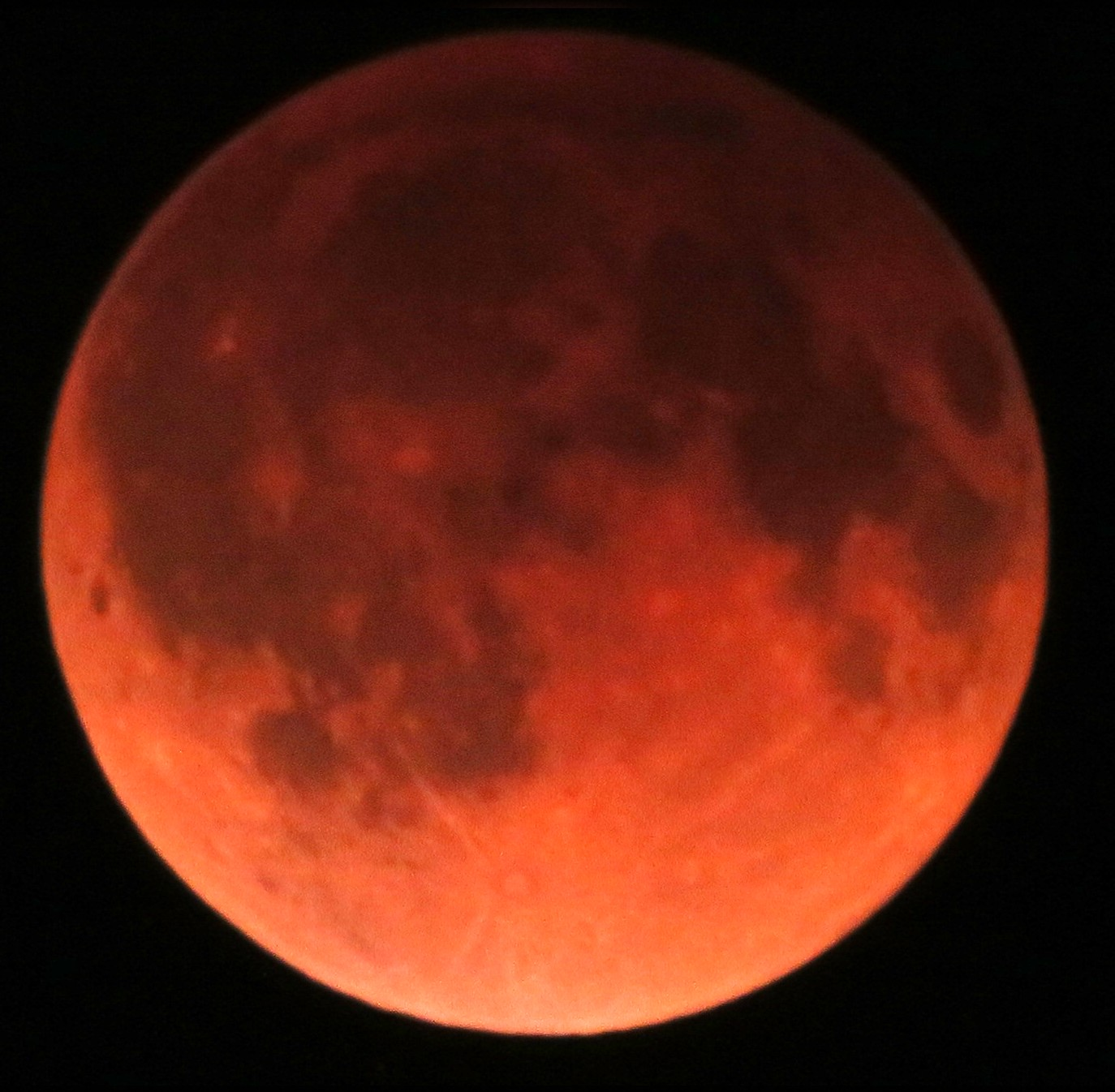
개기월식

달이 보름달이 되면 태양과 지구와 달의 위치가 태양-지구-달 이 되는데,이때 지구의 그림자가 달을 가리면서 일어나는 것이 월식이다. 개기월식은 달의 전체를 가린 것을 말한 것이고, 부분월식은 달이 완전히 가려지지 않은 월식을 말한다. 개기월식이 일어났을때, 태양빛이 달에 반사되는 경우가 있는데, 그것을 레드문(또는 옐로문)이라고 한다.

## 달 탐사

달에서 본 지구

로켓 동력에 의한 우주 개발이 시작된 이래 그 주요 목표의 하나는 달의 탐사였다. 1957년 스푸트니크 1호 인공위성이 궤도를 돌고 난 이후, 미국과 구소련은 달 탐험을 목표로 우주개발 경쟁을 벌였다. 이후 한동안 달 탐사가 중지되었으나, 2000년대 중반부터 일본·중국·인도를 중심으로 다시 재개되었다.
2020년부터 세계 각국에서 달 유인 기지를 건설하려는 계획이 활발하다. 유럽우주국, ESA의 국장 디트리히 뵈르너는 미 우주 심포지움에서 달 정거장 건설을 강하게 어필하기도 하였다.

### 미국
미국은 1958년 달을 목표로 파이어니어 1호를 발사했으나, 달까지 비행하는 데에 실패하고 2호도 다시 실패로 끝났다. 이후 달 탐사에서 1961년 8월 23일 발사된 탐사 우주선 레인저 1호에서 6호까지 계속 실패하였다.
1964년 7월 28일에 발사한 제7호에서 텔레비전 카메라에 의한 달면 관측에 성공, 달에 충돌할 때까지 4,308장의 월면 사진을 지상으로 보냈다. 1966년 5월 30일에는 서베이어 1호를 발사하여 월면에 연착륙시켰고, 또한 루나 오비터 1호도 같은 해 8월에 달 상공을 도는 위성이 되었다. 1967년 11월 7일에 쏘아올린 서베이어 6호는 월면에 연착륙하고 나서 역추진 로켓을 작동시켜 다시 이륙, 장소를 다른 곳으로 옮기는 등의 복잡한 실험에 성공하였다.

#### 아폴로 계획
아폴로 계획은, 1961년부터 1972년까지 미국항공우주국을 중심으로 진행된 달 탐사계획이다. 1968년 10월 12일, 3명의 우주 비행사를 태운 아폴로 7호를 케이프 케네디 우주센터에서 발사하여 달 비행 연습을 위해 11일간 지구를 돌면서 우주선의 성능과 조작을 테스트했다. 새턴 1B형으로 발사했고, 후에 더 큰 새턴 V가 사용되었다.
1968년 아폴로 8호는 최초로 사람을 태우고 달 주위를 돌았다. 총 10번 선회한 뒤 지구로 귀환하였다. 1969년에는 유인 우주선 아폴로 11호가 달에 착륙하였고, 승무원 닐 암스트롱이 달에 첫 발을 딛고 지구로 귀환하였다.

#### 아르테미스 계획
아르테미스 계획은 미국 항공 우주국과 함께 유럽 우주국, 일본 우주항공연구개발기구, 캐나다 우주국이 협력하여 유인 달 탐사와 이후 유인 화성 탐사를 목적으로 하는 계획이다. 2017년부터 현재 진행 중이다.
2022년 아르테미스 1호 미션에서 SLS 로켓으로 오리온 우주선을 무인 발사하여 둘의 성능을 확인하였다. 다음 미션은 2024년에 예정되어 있는 아르테미스 2호이며 유인 발사 미션이다.

### 구소련

#### 루나 계획
1959년 1월 2일에 구소련이 쏘아올린 루나 1호는 달면에서 약 6,000 km 떨어진 곳을 통과하였고, 같은 해 9월 12일에 발사한 루나 2호는 인공 물체를 월면에 충돌시켰다. 역시 같은 해 10월 4일에 비행한 루나 3호는 그 때까지 인간이 바라본 적이 없는 달의 뒤쪽을 사진으로 촬영하여 지상으로 전송하는 데 성공했다.
1965년 5월 9일에 발사한 루나 5호로 월면에 관측선을 연착륙(軟着陸)시키려 했으나 실패하여 달에 충돌했다. 이듬해인 1966년 1월 31일에 지구를 출발한 루나 9호는 착륙에 성공하여 월면에서 텔레비전 카메라 등으로 관측을 하고 3일간에 걸쳐서 데이터를 지구로 보냈다. 같은 해 3월 31일에 구소련이 쏘아올린 루나 10호는 처음으로 달 주위 궤도를 도는 위성이 되어 상공에서 월면을 탐사하는 데에 성공했다.
1968년 9월 15일에 구소련이 발사한 존드 5호는 달을 돌고 나서 6일 후에 인도양으로 되돌아옴으로써 구소련의 유인 달 비행의 가능성을 시사하였다. 하지만, 구소련은 결국 달에 유인 우주선을 보내지는 못했다.
이후 루나 16호, 루나 20호, 루나 24호가 달 암석 샘플을 채집하여 귀환하였다.

### 한국
- 2013년 1월 30일 한국에서 달 탐사를 위해 2018년까지 KSLV-II호를 개발해 1톤급 위성을 우주에 올리고 (2021년에 시험발사를 했지만 위성모사체가 적정 고도에 도달하지 못했다.)2023년, 2025년 각각 달궤도선과 달착륙선을 보낸다는 계획을 발표했다.
- 2022년 8월 5일 08시 08분 48초에 미우주군기지 케이프 커내버럴에서 달탐사선 다누리를 발사하여 09시 40분 경에 지상국과 첫 교신에 성공하였다. 이후 몇 번의 궤적 수정 기동을 거쳐 2022년 12월 27일 달 궤도 진입에 성공함으로써 대한민국은 일곱 번째 달 탐사 국가가 되었다.[11]

### 인도
- 2008년 10월 22일 인도에서 달탐사를 위한 찬드라얀 1호가 발사되었다.[12] 2009년 9월 26일에는 달에서 물을 발견하였다.[13]

### 중국
- 2007년 10월 25일 중국에서 창어 계획의 일환으로 달 탐사용 위성인 창어 1호를 발사하였다.

### 일본
- 2007년 9월 14일 일본에서 달 탐사용 위성인 셀레네 (가구야)를 발사하였다.

### 탐사 계획
- 대한민국에서는 2020년 첫 달 탐사 우주선을 쏘아 올릴 계획을 준비하고 있다.[14]
- 미국항공우주국(NASA)은 달의 극 지점에 영구 기지 건설을 계획하고 있다.
- 인도는 2018년경에 달착륙을 목표로 한 찬드라얀 2호를 계획중에 있으며[15], 2020년에는 유인 우주선의 달착륙을 계획하고 있다.[16]

### 관련 법률
소비에트 연방과 미국에 의해 여러 차례 상징적인 깃발이 뿌려지거나 꽂혔지만, 어느 나라도 달표면의 일부에 대한 소유권을 주장하고 있지 않다. 러시아와 미국은 달을 공해(公海)와 같은 관할로 여기는 '우주 조약(Outer Space Treaty)'에 가입하고 있다. 이 조약은 또한 달을 평화적인 용도로 사용하도록 제한하여, 군사시설이나 핵무기를 포함한 대량살상을 위한 무기를 설치할 수 없게 되어 있다.

달의 자원을 어느 한 국가가 개발하는 것을 막기 위해 '달 조약(Moon Treaty)'이 제안되었으나, 우주 개발에 참여하는 어느 국가도 참여하지 않았다.

## 관련 문화
달은 인류의 생활 전반에서 큰 영향을 주었다. 달은 밤을 밝혀주는 가장 밝은 빛이며, 차고 기우는 주기를 갖고 있다. 음력은 달을 기준으로 하며, 양력의 달(월)의 명칭과 기간, 월요일(Monday)의 명칭도 달에 기원하였다.

### 일반적인 인식
달에 대한 일반적인 인식은 시대와 장소에 따라 다른 모습을 보인다.

#### 동아시아

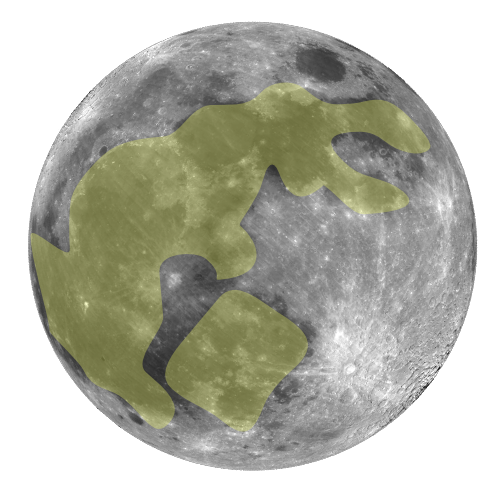
달의 표면을 절구를 찧는 토끼로 형상화한 모습

- 조선초에 저술된 《천문류초》에는, 달은 대음(大陰)의 정수이고, '음'의 우두머리이며, 해와 짝을 이루는 것으로 설명되어 있다. 달의 궤도는 황도와의 상대적인 위치에 따라 청도, 적도, 백도, 흑도로 구분하였다.
- 달은 종종 계수나무 밑에서 절구를 찧는 토끼로 비유되었다.
- 달은 예와 함께 하늘에서 쫓겨난 항아가 불사약을 먹고 두꺼비가 되어 숨은 것으로 비유되기도 한다.
- 한국에는, 남매가 해와 달이 되었다는 '해와 달이 된 오누이' 이야기가 전해진다.
- 미얀마에는, 달의 여신의 자비를 받은 홀아비 할아버지가 쌀겨를 먹이고 기른 토끼와 함께 달에서 산다는 이야기가 전해진다.
- 일본에는, 대나무에서 태어난 아이가 성장하여 달로 돌아간다는 '다케토리 이야기(竹取物語)'가 전해진다.

#### 유럽
- 아리스토텔레스는 달이 에테르로 구성된 하늘과 4원소가 변환되는 영역을 구분하는 경계가 된다고 생각하였다.

달과 관련된 다양한 전설이 있다. 달의 바다와 육지가 만들어내는 모양에 대한 상상도 다양하다.
- 원시 시대의 남자들은 달을 유혹자라고 상상하기도 했다. 달은 월경이 있는 밤마다 자신들이 여성과의 쾌락을 포기하고 있는 사이에 여성과 잠자리를 같이 한다고 생각했다. 여성들은 달을 수호신으로서 숭배했다. 달이 그녀들에게 남성의 금욕기간을 주었기 때문이다.[19]
- 그리스 신화의 아르테미스는 달의 여신이다.

## 달의 명칭

#### 동아시아

한자의 달 월

달은 태양(太陽)과 대비되는 태음(太陰)으로 여겨졌지만 해와 달리 태음이라고 불리지는 않는다.
- 미인을 나타내는 말 월궁항아(月宮姮娥)에 빗대어 항아(姮娥)라고 불리기도 한다.
- 한국어: 달
- 일본어: つき(月, 쓰키)
- 중국어: 月亮(Yuèliang, 웨량)

#### 유럽
- 그리스: Luna, Artemis
- 라틴어: Selena, Diana
- 이탈리아어:Luna
- 영어: The Moon
- 독일어: Der Mond
- 프랑스어: La lune

#### 기타
- 스와힐리어: mwezi
- 에스페란토: luno

## 같이 보기
- 위성
- 달의 위상
- 신월
- 초승달
- 상현
- 보름달
- 하현
- 그믐
- 슈퍼문
- 블루문
- 레드문
- 달의 바다
- 시데레우스 눈치우스
- 월식

## 참고 문헌
- 이순지, 《천문류초》, 조선초
- 《글로벌 세계대백과사전》,  〈지구와 달의 운동 - 달의 공전 궤도〉
- 《글로벌 세계대백과사전》,  〈달 탐사와 달 여행〉